# ジャガー・AJ-V8エンジン
AJ-V8エンジン（AJ-V8 engines ）は、多くのジャガー車に搭載されているコンパクトなDOHCV型8気筒レシプロエンジンである。

## 概要
1997年に登場したジャガーの歴史上4番目に開発されたエンジンで、直列6気筒のジャガー・AJ6エンジン（および派生型のAJ16エンジン）とジャガー・V12エンジンを置き換えた。その後ジャガー・AJ-V6エンジンを搭載したSタイプが登場する1999年まで、AJ-V8はジャガーの唯一のエンジンだった。AJ-V8は総排気量3.2リットルから5.0リットルのバリエーションがあり、スーパーチャージャーを搭載したバージョンもある。フォードはこのコンパクトなV型8気筒エンジンをリンカーン・LSや11代目フォード・サンダーバード、いくつかのランドローバーと他のブランドの車両にも搭載した。
AJ-V8エンジンは鉄のシリンダーライナーではなく、NS（ニッケル/シリコン・カーバイド）メッキされたライナー・レスのシリンダー形式を持つエンジンとして設計された。しかしBMW・M60エンジンと同様に、高硫黄燃料がNSメッキと反応し、エンジンの故障の原因となった。ジャガーは影響のあるエンジンを取り替え以来、従来の鋳鉄ライニングを使い続けている。
2ステージ可変バルブ機構が搭載され、吸気カムのタイミングは30度変化する。新しいエンジンではより洗練されたシステムが搭載され、48度まで変化できるようになった。リンカーンバージョンはアメリカで生産される。
その他の特徴として、かち割り式の焼結鍛造コネクティングロッド、ワンピースの鋳造カムシャフト、強化樹脂製インテークマニホールドなどがある。
AJ-V8は2000年のテン・ベスト・エンジンに選ばれた。

## 生産工場
AJ-V8エンジンは南ウェールズ・ブリジェンドのフォードのエンジン工場内に新たに作られたジャガー専用の施設で生産される。工場内工場方式によりジャガーの投資コストは削減された。ジャガー専任の労働者が配置されており、ジャストインタイム方式が採用されている。

## AJ26
1996年、AJ26エンジンが登場した。内径×行程は86 mm×86 mmで総排気量は3,996 cc。1998年、AJ27にアップデートし、可変バルブ機構が導入された。2000年、AJ28にアップデートした。2004年のXK8に搭載された自然吸気版の最高出力は216 kWに達した。
搭載車種:
- ディムラー・V8
- AJ26
  - 1997年-1998年 ジャガー・XJ8
  - 1997年-1998年 ジャガー・XK8
- AJ27
  - 1999年-2004 ジャガー・XJ8
  - 1999年-2004年 ジャガー・XK8
- AJ28
  - 2000年-2002年 ジャガー・Sタイプ、281 hp、287 ft·lbf

### AJ26S
AJ26のスーパーチャージャー版はジャガーのハイパフォーマンスなRバージョンに搭載された。2000年にAJ27仕様に更新された。イーストン社製スーパーチャージャ（ルーツブロワーの変形版）により最高出力は276 kWで最大トルクは525 N·mを達成した。スーパーチャージャー版は可変バルブ機構を搭載していない。
搭載車種:
- AJ26S
  - 1998年-1999年 ジャガー・XJR
  - 1998年-1999年 ジャガー・XKR
- AJ27S
  - 2000年-2003年 ジャガー・XJR
  - 2000年-2003年 ジャガー・XKR
  - 2000年-2002年 ヴァンデン・プラ
  - 2002年-2007年 ディムラー・スーパーV8

## 3.2
3,253 cc版である3.2が次に投入された。内径×行程は86 mm×70 mm。最高出力は179 kW、最大トルクは316 N·mまで下がった。
搭載車種:
- ジャガー・XJ (米国以外)

## 3.5
3,555 cc版である3.5がXJシリーズに搭載された。内径×行程は86 mm×76.5 mm。最大出力は195 kW / 6,250 rpm、最大トルクは345 N·m / 4,200 rpm。
搭載車種:
- 2002年-2007年 ジャガー・XJ8 3.5、262 hp (195 kW)、254 lb·ft (344 N·m)

## AJ30/AJ35
3,934 cc版であるAJ30/AJ35はフォードおよびリンカーン専用のバージョンであり、フォードのオハイオ州リマのエンジン工場で生産される。内径×行程は86 mm×85 mm。AJ35は2003年に登場し、可変バルブ機構や電子スロットルが搭載された。シリンダーブロック、カムシャフト、ピストン、コネクティングロッドは専用品が使われたが、他の多くのパーツは他のAJ-V8と同一であり、ジャガーによりイギリスで生産された。
搭載車種:
- 2000年-2002年 リンカーン・LS、252 hp (188 kW)、267 lb·ft (362 N·m)
- 2002年 フォード・サンダーバード、252 hp (188 kW)、267 lb·ft (362 N·m)
- 2003年-2006年 リンカーン・LS、280 hp (209 kW)、286 lb·ft (388 N·m)
- 2003年-2005年 フォード・サンダーバード、280 hp (209 kW)、286 lb·ft (388 N·m)
- フォード・フォーティーナイン、コンセプトカー

AJ35の生産は3年後の2006年に打ち切られた。AJ30/AJ35の生産台数はおよそ250,000ユニットである。

## AJ34
4,196 cc版であるAJ34の内径×行程は86 mm×90.3 mm。2003年にAJ33として登場した。最高出力は219 kW/6,000 rpm、最大トルクは411 N·m。後に224 kWおよび420 N·mとなった。
日本市場ではHB型と呼ばれる。
搭載車種:
- 2003年-2008年 ジャガー・XKシリーズ、294 hp (219 kW)、303 lb·ft (411 N·m)
- 2003年-2008年 ジャガー・Sタイプ 4.2、300 hp (224 kW)、310 lb·ft (420 N·m)
- 2004年-2009年 ジャガー・XJ8、300 hp (224 kW)、310 lb·ft (420 N·m)
- 2009年- ジャガー・XF、300 hp (224 kW)、310 lb·ft (420 N·m)

## AJ34S
AJ34SはAJ34のスーパーチャージャー版である。4.0 SCの後継として2003年に登場した。最高出力は298 kW/6,100 rpm、最大トルクは553 N·m/3,500 rpm。
日本市場では1B型と呼ばれる。
搭載車種:
- 2004年-2009年 ジャガー・XJR/スーパーV8、400 hp (298 kW), 408 lb·ft (553 N·m)
- 2003年-2010年 ジャガー・XKR、400 hp (298 kW), 408 lb·ft (553 N·m)
- 2003年-2008年 ジャガー・Sタイプ R、400 hp (298 kW), 408 lb·ft (553 N·m)
- 2005年-2009年 ディムラー・スーパーエイト
- 2009年-2010年 ジャガー・XF、420 hp (313 kW), 408 lb·ft (553 N·m)

## ランドローバー・4.2

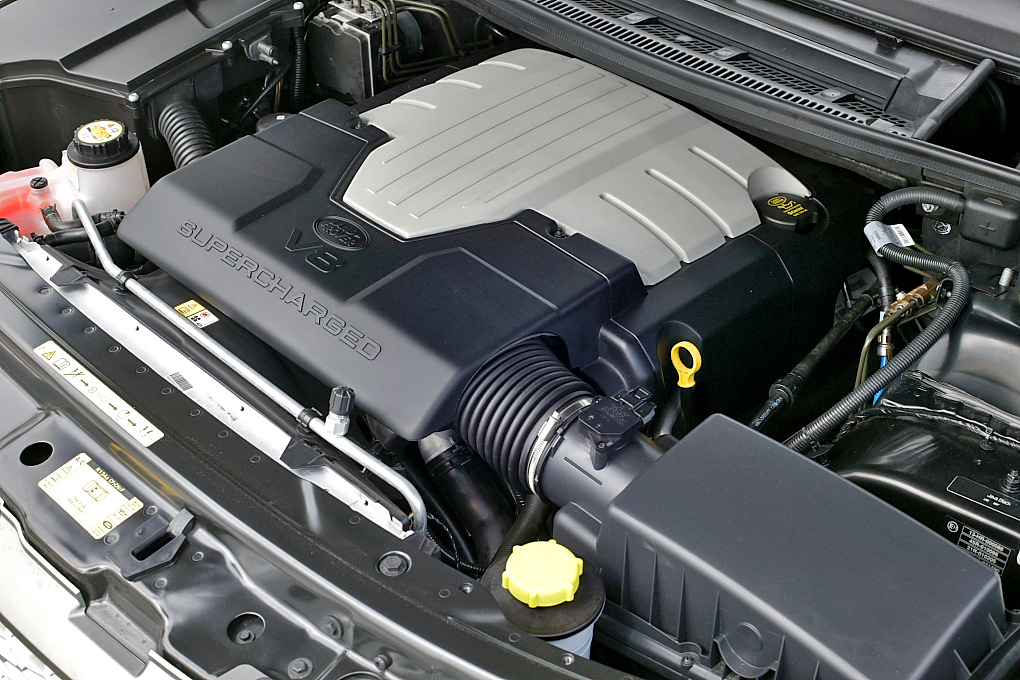
レンジローバー(3代目)に搭載された4.2リットルV型8気筒

ランドローバー・4.4のボアを小さくしスーパーチャージャーを搭載したバージョンで、同社のハイパフォーマンス版のエンジンである。排気量は4,197 cc。
日本市場では428PS型と呼ばれる。
搭載車種:
- 2006年-2009年 ランドローバー・レンジローバースポーツ、385 hp (287 kW)、406 lb·ft (550 N·m)
- 2006年-2009年 ランドローバー・レンジローバー、400 hp (298 kW)、413 lb·ft (560 N·m)

## アストンマーティン・4.3/4.7
2005年、アストンマーティン・V8ヴァンテージのため、特別にハンドアセンブルされたAJ-V8が登場した。排気量は4,280 ccで最高出力は380 hp (283 kW)/7,000 rpm、最大トルクは302 lb·ft (409 N·m)/5,000 rpm。より重心を下げるためドライサンプが採用された。アストンマーティン・DB9やアストンマーティン・V12ヴァンキッシュ用のV型12気筒エンジンも生産されているドイツ ケルンのアストンマーティンの工場でハンドアセンブルされる。シリンダーブロック、シリンダーヘッド、クランクシャフト、コネクティングロッド、ピストン、カムシャフト、インレットおよびエグゾーストマニホールド、潤滑システム、エンジンマネジメントはアストンマーティン専用の物が使われる。
2008年5月、アストンマーティンは新設計のエンジンを発表した。従来の鋳込式のシリンダーライナーに代わり、圧入式のシリンダーライナーを採用した。薄いシリンダーライナーにより排気量は4.7リットルに拡大した。最高出力は420 bhpと11%増加し、最大トルクは470 N·m (350 lb·ft)と15%増加した。
搭載車種:
- 2005年- アストンマーティン・V8ヴァンテージ

## ランドローバー・4.4

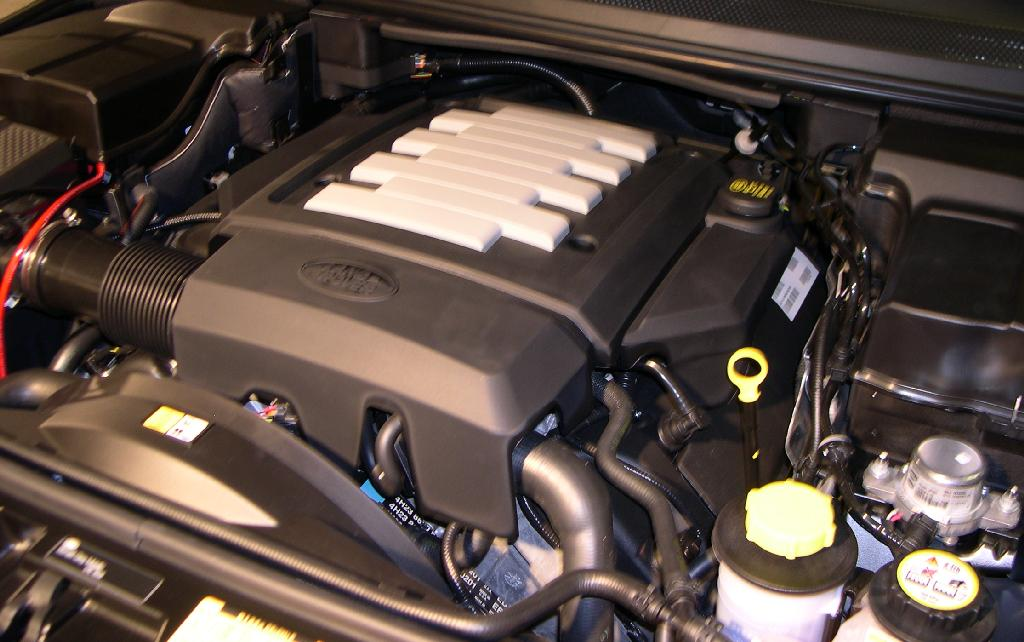
レンジローバースポーツ(2006)に搭載された4.4リットルV型8気筒

4,394 ccバージョンは4.0から2 mmボアアップされた。
日本市場では448PN型と呼ばれる。
搭載車種:
- 2005年-2009年 ランドローバー・ディスカバリー、300 hp (224 kW)、315 lb·ft (427 N·m)
- 2006年-2009年 ランドローバー・レンジローバースポーツ、300 hp (224 kW) / 5,500 rpm、315 lb·ft (427 N·m) / 4,000 rpm
- 2006年-2009年 ランドローバー・レンジローバー、305 hp (227 kW) / 5,750 rpm、325 lb·ft (441 N·m) / 4,000 rpm

## AJ-V8 Gen III
2009年、全く新しい直噴エンジンが登場しシリンダーブロックも全く新しくなった。スプレーガイデッドダイレクトインジェクション（SGDI）、トルク駆動可変カムシャフトタイミング、自然吸気エンジンにカムプロフィールスイッチング、 過給エンジンに第6世代ツインボルテックススーパーチャージャー（TVS）が搭載された。EU5およびUS ULEV2排出規定に準拠している。
第1.6世代デンソーエンジンマネジメントシステムが採用されている。

### AJ133
内径×行程は92.5 mm×93.0 mm。
ランドローバー版はLR-V8ガソリンエンジンと呼ばれる。
日本市場では自然吸気版は508PN型、スーパーチャージャー版は508PS型と呼ばれる。
搭載車種:
- 2009年- ジャガー・XFR、510 PS (380 kW; 500 hp)、625 N·m (461 ft·lbf)
- 2009年- ジャガー・XJR、510 PS (380 kW; 500 hp)、625 N·m (461 ft·lbf)
- 2011年- ジャガー・XKR-S、550 PS (400 kW; 540 hp)、680 N·m (500 lbf·ft)
- 2009年- ジャガー・XKR、510 PS (380 kW; 500 hp)、625 N·m (461 ft·lbf)
- 2009年- ジャガー・XF、385 PS (283 kW; 380 hp)、515 N·m (380 ft·lbf)
- 2009年- ジャガー・XJ、385 PS (283 kW; 380 hp)、515 N·m (380 ft·lbf)
- 2009年- ジャガー・XK、385 PS (283 kW; 380 hp)、515 N·m (380 ft·lbf)
- 2013年- ジャガー・Fタイプ コンバーチブル、488 hp (364 kW)、461 lb·ft (625 N·m)
- 2014年- ジャガー・Fタイプ クーペ、542 hp (404 kW)、502 lb·ft (681 N·m)
- 2009年- ランドローバー・レンジローバー、375 hp (280 kW)、375 lb·ft (508 N·m)
- 2009年- ランドローバー・レンジローバー、510 hp (380 kW)、461 lb·ft (625 N·m)
- 2009年- ランドローバー・ディスカバリー、375 hp (280 kW)、375 lb·ft (508 N·m)
- 2009年- ランドローバー・レンジローバースポーツ、510 hp (380 kW)、461 lb·ft (625 N·m)
- 2009年- ランドローバー・レンジローバースポーツ、375 hp (280 kW)、375 lb·ft (508 N·m)

### 5.0
レースバージョンのAJ133であり、最高出力は557PS。